# Tânărul Winston
Tânărul Winston (în engleză Young Winston) este un film biografic dramatic de război britanico-american regizat de Richard Attenborough după un scenariu de Carl Foreman. A fost produs în Regatul Unit de studiourile Columbia Pictures și a avut premiera la 20 iulie 1972, fiind distribuit de Columbia Pictures. Coloana sonoră este compusă de Alfred Ralston[*].  Filmul a avut încasări de 2.150.000 $.

## Distribuție
Rolurile principale au fost interpretate de actorii: 
- Robert Shaw - Lord Randolph Churchill: tatăl lui Churchill.
- Anne Bancroft - Lady Randolph Churchill: mama lui Churchill.
- Simon Ward - Winston Churchill: ofițer de cavalerie, corespondent de război. Ward interpretează de asemenea vocea lui Sir Winston Churchill.
- Jack Hawkins - James Welldon: Headmaster of Harrow School.
- Ian Holm - George Earle Buckle: redactorul The Times.
- Anthony Hopkins - David Lloyd George: un politician liberal
- Patrick Magee - General de armată Sir Bindon Blood
- Edward Woodward - căpitanul Aylmer Haldane
- John Mills - Herbert Kitchener, 1st Earl Kitchener: ofițer implicat în Bătălia de la Omdurman.
- Peter Cellier - căpitanul 35th Sikhs
- Ronald Hines - Adjutant 35th Sikhs
- Pat Heywood - Elizabeth Ann Everest: Churchill's nanny who acts - his confidante.
- Laurence Naismith - Robert Gascoyne-Cecil, 3rd Marquess of Salisbury
- Basil Dignam - Joseph Chamberlain
- Jeremy Child - Austen Chamberlain: Joseph Chamberlain's son.
- Robert Hardy - Headmaster of Churchill's first school.
- Pippa Steel - Clementine Hozier: Churchill's future wife.
- Jane Seymour - Pamela Plowden